# آکیرا موراتا
آکیرا موراتا (به ژاپنی: 村田昭) (زاده ۲۵ مارس ۱۹۲۱ - درگذشته ۳ فوریه ۲۰۰۶) کارآفرین و مدیر ارشد اجرایی ژاپنی بود، که در سال ۱۹۵۰ شرکت موراتا را تأسیس نمود.
او از سال 1950 تا 1991 رئیس  / مدیر نماینده قانونی شرکت بود. از سال 1995 به بعد، وی سمت رئیس افتخاری را بر عهده داشت.